# 寅
寅（とら、いん）は、十二支の3番目の支。
前年は丑（うし）、次年は卯（う）である。

## 概要
- 「西暦を12で割って6が余る年」が寅年となる（日本では新暦1月1日に始まり、中国では旧暦1月1日に始まる）。なお、年を表す時の別名は摂提格または摂提[1]。
- 寅の月は新暦2月（旧暦1月）。
- 寅の刻は午前4時を中心とする約2時間。
- 寅の方位は東北東よりやや北寄り（北東微南：北基準右廻り60°）。
- 陰陽五行思想では陰陽は陽、五行は木。
- 反対側は、申（さる）。

## 寅を含む干支
- 丙寅（1の位が6の年）
- 戊寅（1の位が8の年）
- 庚寅（1の位が0の年）
- 壬寅（1の位が2の年）
- 甲寅（1の位が4の年）。

## 伝承

### 五黄寅
五黄の寅年生まれは気が強いと言われ、この年に女子が産まれることを忌む俗習がある（同様の俗習については「丙午」も参照）。「於菟」（おと）と名づける習慣があり、『広辞苑』には「於菟は虎の異称であり、わが国で猫の異称」とも書いてある。読みは「ごおうのとら」だが、訛って「ごごうのとら」「ごうのとら」「ごこうのとら」などとも言われる。
五黄の寅は36年（9と12の最小公倍数）に1回訪れる（「五黄土星#五黄土星の（中宮になる）年」も参照）。20世紀以降で現在までの該当年は以下のとおりである。
五黄の寅年（西暦と和暦）
- 1914年（大正3年）
- 1950年（昭和25年）
- 1986年（昭和61年）
- 2022年（令和4年）

### 他
- 『漢書』律暦志によると寅は「螾」（いん：「動く」の意味）であり、春が来て草木が生ずる状態を表しているとされる。後に覚えやすくするために動物の虎が割り当てられた。
- 「辰巳天井、午尻下がり、未辛抱、申酉騒ぐ。戌は笑い、亥固まる、子は繁栄、丑はつまずき、寅千里を走り、卯は跳ねる」という相場格言がある[2]。
- 寅年現象。
- 干支 (北方町)#寅 - 北方町 (宮崎県)では干支の「寅」が住所表記・番地符号として使われている。